# Grobowiec Rodziny Jarocińskich
Grobowiec Rodziny Jarocińskich – grobowiec znajdujący się na nowym cmentarzu żydowskim w Łodzi, wykonany w 1900 roku.
Grobowiec Zygmunta i Berty Jarocińskich sąsiaduje z mauzoleum Poznańskich. Swą formą przypomina antyczną budowlę. Wykonany jest z białego marmuru: jońskie kolumny wspierają ogzymsowane belki.
Na polu grobowym znajduje się pięć skromnych sarkofagów dzieci.